# 長田警察署
長田警察署（ながたけいさつしょ）は、兵庫県警察が管轄する警察署の一つ。管轄地域の人口は約10万。

## 所在地
- 兵庫県神戸市長田区北町3丁目4番地9

## 管轄区域
- 神戸市長田区全域（神戸水上警察署の管轄区域を除く区域）

## 交番
- 丸山交番 - 神戸市長田区丸山町2丁目1-4
- 名倉交番 - 神戸市長田区名倉町5丁目1-2
- 寺池交番 - 神戸市長田区寺池町2丁目10-12
- 長田交番 - 神戸市長田区宮川町2丁目28-2
- 上池田交番 - 神戸市長田区池田谷町2丁目5-1
- 長田東交番 - 神戸市長田区四番町2丁目5-21
- 御蔵交番 - 神戸市長田区御蔵通4丁目204-14
- 湊川大橋交番 - 神戸市長田区苅藻通1丁目3-13
- 大谷交番 - 神戸市長田区大谷町2丁目1-1
- 平和台交番 - 神戸市長田区長尾町1丁目6-22
- 新長田駅前交番 - 神戸市長田区若松町5丁目5-2
- 水笠交番 - 神戸市長田区水笠通2丁目1-1
- 久保交番 - 神戸市長田区久保町6丁目1-31
- 野田交番 - 神戸市長田区野田町7丁目5-7

## アクセス
- 阪神電気鉄道 高速長田駅から西へ約100m
- JR 新長田駅から北東へ約1.2km